# (39284) 2001 BB62
(39284) 2001 BB62 est un astéroïde troyen de Jupiter de 17,213 km de diamètre découvert en 2001.

## Description
(39284) 2001 BB62 a été découvert le 26 janvier 2001 à l'observatoire Magdalena Ridge, situé dans le comté de Socorro, au Nouveau-Mexique (États-Unis), par le projet Lincoln Near-Earth Asteroid Research (LINEAR).

### Caractéristiques orbitales
L'orbite de cet astéroïde est caractérisée par un demi-grand axe de 5,19 ua, un périhélie de 4,93 ua, une excentricité de 0,05 et une inclinaison de 9,00° par rapport à l'écliptique. Du fait de ces caractéristiques, à savoir un demi-grand axe compris entre 4,6 et 5,5 ua et un périhélie inférieur à 0,3 ua, il est classé, selon la JPL Small-Body Database, astéroïde troyen de Jupiter du camp grec. Il est situé au point de Lagrange L4 du système Soleil-Jupiter.

### Caractéristiques physiques
(39284) 2001 BB62 a une magnitude absolue (H) de 12,0 et un albédo estimé à 0,086, ce qui permet de calculer un diamètre de 17,213 km. Ces résultats ont été obtenus grâce aux observations du Wide-field Infrared Survey Explorer (WISE), un télescope spatial américain mis en orbite en 2009 et observant l'ensemble du ciel dans l'infrarouge, et publiés en 2011 dans un article présentant les résultats concernant 1 739 astéroïdes troyens de Jupiter et 349 candidats.